# ألفرد بوتنام
ألفرد بوتنام هو سياسي كندي، ولد في 8 سبتمبر 1836، وتوفي في 12 أكتوبر 1904. نشط حزبياً في حزب كندا المحافظ. وقد انتخب عضو مجلس العموم الكندي.